# Jocy de Oliveira
Pour les articles homonymes, voir Oliveira.
Jocy de Oliveira, née le 11 avril 1936 à Curitiba, est une pianiste et compositrice brésilienne.

## Biographie
Jocy de Oliveira est née à Curitiba et grandit à São Paulo, au Brésil. Elle étudie à São Paulo avec Joseph Kliass, puis à Paris (où elle demeure sept ans) avec Marguerite Long, et à Saint-Louis avec Robert Wykes. Elle obtient un diplôme de composition à l'université Washington de Saint-Louis.
Jocy de Oliveira commence à exercer encore enfant en tant que pianiste de concert, avec des artistes tels que Igor Stravinsky ou John Cage. Elle s'est mariée avec le chef d'orchestre Eleazar de Carvalho, puis a divorcé, et a vécu à Saint-Louis, New York et Rio de Janeiro. Elle est membre de l'Academia Brasileira de Música, et est l'auteur de plusieurs ouvrages.

## Travaux
Jocy de Oliveira utilise dans ses compositions l'électronique et des éléments multimédias, dans un esprit contemporain. Parmi ses réalisations :
- Polinterações I and II (1970)
- Música no espaço, planetarium event (1982/83)
- Fata Morgana (1987)
- Liturgia Thurs Espaço (1988)
- Inori à prostituta Sagrada (1993)
- Illud Tempus (1994)
- Canto e Raga (1995)
- Cenas de una Trilogia (1999)
- As Malibran (1999/2000)
- Medea, Profecia e Balada (2003)
- Kseni Estrangeira-A (2003/2005)

Elle a enregistré notamment :
- Catalogue d'oiseaux Olivier Messiaen, Jocy de Oliveira piano (Vox)
- Vingt Regards Olivier Messiaen, Jocy de Oliveira piano (Vox)
- Inori à prostituta sagrada Rer BJOCD, ASIN:B000O00HFE
- Illud tempus ABM DIGITAL, ASIN:B003ZU8YGE
- As Malibrans (2000) ASIN:B00004UAWV

## Ouvrages
- O 3 º Mundo (São Paulo, 1959)
- Apague meu spot light (São Paulo, 1961)
- Dias e seus Caminhos Mapas e partituras (1983)
- Inori - a prostituta sagrada (2003)